# Fortunium
| ❮ | System          | Serie        | Stufe        | ≈ Alter (mya) |
| ❮ | später          | später       | später       | jünger        |
| - | --------------- | ------------ | ------------ | ------------- |
| ❮ | K a m b r i u m | Furongium    | 10. Stufe    | 485,4 ⬍ 489,5 |
| ❮ | K a m b r i u m | Furongium    | Jiangshanium | 489,5 ⬍ 494   |
| ❮ | K a m b r i u m | Furongium    | Paibium      | 494 ⬍ 497     |
| ❮ | K a m b r i u m | Miaolingium  | Guzhangium   | 497 ⬍ 500,5   |
| ❮ | K a m b r i u m | Miaolingium  | Drumium      | 500,5 ⬍ 504,5 |
| ❮ | K a m b r i u m | Miaolingium  | Wuliuum      | 504,5 ⬍ 509   |
| ❮ | K a m b r i u m | 2. Serie     | 4. Stufe     | 509 ⬍ 514     |
| ❮ | K a m b r i u m | 2. Serie     | 3. Stufe     | 514 ⬍ 521     |
| ❮ | K a m b r i u m | Terreneuvium | 2. Stufe     | 521 ⬍ 529     |
| ❮ | K a m b r i u m | Terreneuvium | Fortunium    | 529 ⬍ 541     |
| ❮ | früher          | früher       | früher       | älter         |

Das Fortunium ist in der Erdgeschichte die untere chronostratigraphische Stufe der Terreneuvium-Serie und des Kambrium-Systems. Die Stufe beginnt geochronologisch etwa um 541 Millionen Jahren; die Obergrenze liegt bei etwa 529 Millionen Jahren. Das Fortunium wird von einer noch unbenannten Stufe („Stufe 2“) des Kambriums überlagert. Es folgt auf das Ediacarium-System des neoproterozoischen Ärathems („Präkambrium“). Dieses ist nicht in Serien oder Stufen unterteilt.

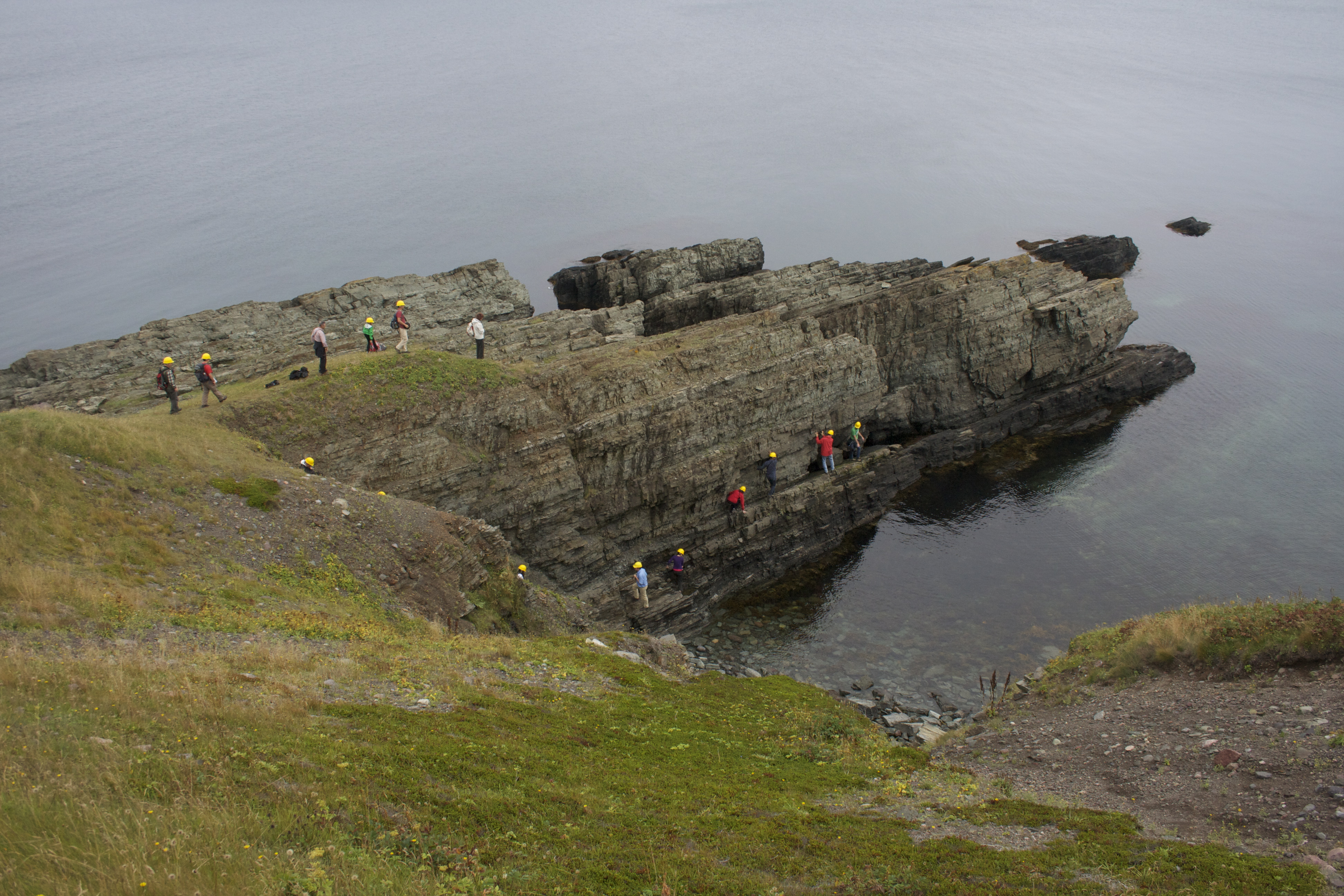
Global Boundary Stratotype Section and Point (GSSP) des Kambrium, Terreneuvium und Fortunium im Fortune Head Ecological Reserve, Neufundland, Kanada

## Namensgebung und Geschichte
Die Serie wurde nach dem Ort Fortune Head, in dessen Nähe der GSSP liegt, benannt.

## Definition und GSSP
Der Beginn des Fortuniums (und damit auch der Terreneuvium-Serie und des Kambriums sowie des Paläozoikums und des Phanerozoikums überhaupt) wurde mit dem Erstauftreten des Spurenfossils Treptichnus (Phycodes) pedum definiert. Außerdem liegt die Grenze auch sehr nahe an einer negativen Kohlenstoff-Isotopen-Anomalie. Als GSSP der Fortunium-Stufe (und der Terreneuvium-Serie und des Kambrium-Systems) wurde ein Profil bei Fortune Head, Burin-Halbinsel, Neufundland (Kanada) bestimmt. Diese Grenze ist aber immer noch umstritten, denn T. pedum Spurenfossilien wurden auch danach in zwei weiteren Schichten unter der heutige Grenze gefunden (drei Meter und vier Meter unter der Grenze), und Treptichnus sp. Spurenfossilien wurden auch tiefer gefunden.
Die Obergrenze ist noch nicht festgelegt worden.